# ماتیاس لیبرس
ماتیاس لیبرس (به آلمانی: Matthias Liebers) بازیکن فوتبال و مدافع اهل آلمان شرقی بود که از سال ۱۹۸۰ میلادی عضو تیم ملی فوتبال آلمان شرقی بوده‌است. وی در ۵۹ بازی ملی حضور داشته و در بازی‌های ملی‌اش ۳ گل به ثمر رساند. ماتیاس لیبرس آخرین بازی ملی خود را در سال ۱۹۸۸ میلادی انجام داد.